# Sandra Baía
Sandra Baía (Lisboa, 26 de Setembro de 1968) é uma artista plástica portuguesa. Iniciando actividade em 2002, o seu percurso versátil e multidisciplinar reflecte um ímpeto explorador em diferentes meios, experimentando livremente diversas técnicas, materiais e escalas. Ao longo dos anos, os seus processos de representação deslocam-se da bidimensionalidade para a tridimensionalidade, da pintura para o objecto no espaço, do expressionismo para o minimalismo, da figuração para a abstracção.

## Biografia
Sandra Baía reparte a infância por Angola, Moçambique e África do Sul, regressando a Lisboa em 1977. Completa os estudos secundários e encontra criadas as condições e as oportunidades para mudar-se para Paris e Londres, onde dá início à sua carreira ligada à indústria da moda. Em 1995, regressa a Portugal. Após a frequência de dois anos nos cursos de Pintura e de Desenho em Belas Artes, opta por prosseguir a sua formação enquanto autodidacta, e assim iniciar a sua prática artística.

## Obra

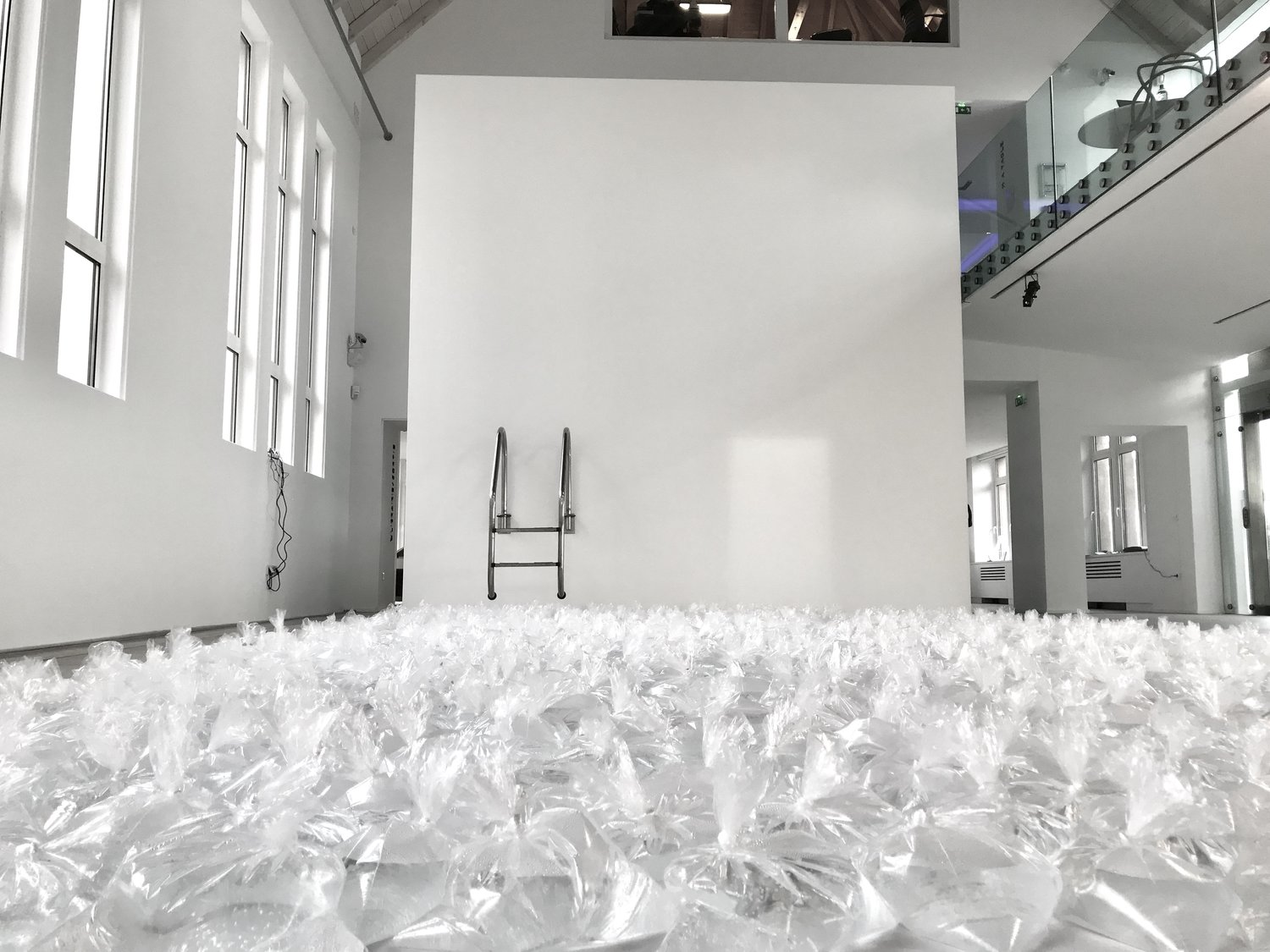
Foundation François Schneider

A criação artística de Sandra Baía reflecte o seu sentimento de pertença ao contexto contemporâneo, explorando e sobrepondo múltiplos vocabulários artísticos. Actualmente adoptando uma ampla variedade de materiais industriais, técnicas e suportes enquanto metáfora de uma sociedade pós-moderna, o trabalho de Sandra Baía traduz a partilha de questões comuns a uma expressão artística que dirige a experiência do observador além do domínio puramente visual e convoca uma participação física ou somática por via da tri-dimensionalidade minimalista, orgânica e abstracta da escultura e instalação site-specific de pequena, média e larga escala. Na perspectiva desta interacção ambiental, a relação intíma entre obra e espaço é explorada, tal como é sugerida uma relação visual, física e cognitiva, e a criação de espaços ou ambientes discursivos nos quais o observador experimenta conceitos como massa, peso e gravidade tanto quanto fluidez, fragilidade e instabilidade, induzindo o desafio de uma reacção meditativa à vulnerabilidade e contradição da complexidade e individualidade da condição humana e da sua relação com o mundo interior e exterior.
O ano de 2015 marca inequivocamente um novo período de expansão experimental da carreira de Sandra Baía. A tela é abandonada, e a tridimensionalidade do objeto no espaço e da instalação assumem todo o canal criativo, e novos materiais, como o aço, o acrílico e variados compósitos de alumínio, são introduzidos no vocabulário expressivo, tal como o abandono do espaço expositivo interior e a ocupação do espaço público pela obra artística. As peças Pillow Talk (2015), Imitative (2016) e Entalada (2018) são emblemáticas deste processo, entre as quais se encontram vários traços comuns: a grande escala e o minimalismo conceptual.

## Exposições

### Exposições (selecção)
- Fuck Art Let´s Eat, colectiva, Museu Amadeu Sousa Cardoso (2020)
- Diaphane, colectiva, Apollonia Échanges Artistiques Européens, Estrasburgo, França (2019)
- Fuck Art Let´s Eat, colectiva, Galeria Fernando Santos, Porto (2019)
- One´s story is not enough, Galeria Fernando Santos, Porto (2019)
- Water Memory, Contemporary Talents 7th edition, Fondation François Schneider, Wattwiller, França (2019)
- Vicente, colectiva, Museu de Lisboa (2019)
- Half The Sky, colectiva, Fundação Arpad Szenes-Vieira da Silva, Lisboa (2019)
- Galeria Fernando Santos, colectiva, Porto (2018)
- There Are Always Places Along the Way, Terreiro das Missas, Belém, Lisboa (2018)
- N 38º42’43.668” W 9º8’21.946”, Vicente 18, Museu Arqueológico do Carmo, Lisboa (2018)
- Entalada, Projecto Travessa da Ermida, Lisboa (2018)
- Simplicity isn't simple, Fundação Dom Luís, Cascais (2017)[4]
- Dans La Rôle, Museu São João de Deus, Telhal (2017)
- Água Pedra, Museu do Côa, Foz Côa (2017)
- Arte Rio, Galeria Tal Art, Feira Internacional do Rio, Rio de Janeiro, Brasil (2017)
- Petra Gut Contemporary, Zurique , Suiça (2017)
- Dialog N1 - Light – Aura – Reflex, Tal Gallery, Portugal & Rio de Janeiro, Brasil (2017)
- Special Random, Palácio Nacional de Mafra, P28, Mafra (2016)
- mOstra Lisboa (2016)[5]
- (de)Nature, Galeria Underdogs @ Com.Horta, Comporta (2015)
- Looking is not Seeing, Hadid Gallery, Los Angeles, E.U.A. (2012)

### Projectos Comissariados
- Entalada, Projecto Travessa da Ermida, Lisboa (2018)
- Personal Structures, Bienal de Veneza, Centro Cultural Europeu, Veneza, Itália (2017)[6]
- Imitative, Bacalhôa Buda Eden, Colecção Berardo, Bombarral (2016)
- Pillow Talk, Bacalhôa Buda Eden, Colecção Berardo, Bombarral (2016)

## Prémios
- Contemporary Talents 7th edition, Fondation François Schneider, Wattwiller, França

## Colecções
- Fundação Andy MacDonald
- Colecção Berardo
- Cinemateca Portuguesa
- Cruz Vermelha
- Grupo Espírito Santo
- Centro de Artes Visuais
- Fundação Helga de Alvear
- Fondation François Schneider
- Fundación Didac
- Colecção Norlinda e José Lima
- Projecto Travessa da Ermida
- Fundação Teresa Regojo